# Maqên
Maqên (chữ Tạng: རྨ་ཆེན་རྫོང་; Wylie: rma chen rdzong; ZWPY: maqên zong; tiếng Trung: 玛沁县; bính âm: Mǎqìn Xiàn, Hán Việt: Mã Thấm huyện) là một huyện thuộc châu tự trị dân tộc Tạng Golog (Quả Lặc), tỉnh Thanh Hải, Trung Quốc.

### Trấn
- Đại Vũ (大武镇)
- Lạp Gia (拉加镇)

### Hương
- Đại Vũ (大武乡)
- Đông Khuynh Câu (东倾沟乡)
- Tuyết Sơn (雪山乡)
- Hạ Đại Vũ (下大武乡)
- Ưu Vân (优云乡)
- Đáng Lạc (当洛乡)